# Cantone di Annecy-Nord-Ovest
Il Cantone di Annecy-Nord-Ovest era un cantone francese dell'arrondissement di Annecy.
A seguito della riforma approvata con decreto del 13 febbraio 2014, che ha avuto attuazione dopo le elezioni dipartimentali del 2015, è stato soppresso.

## Composizione
Comprendeva parte della città di Annecy e i comuni di:
- Choisy
- Épagny
- Lovagny
- Mésigny
- Metz-Tessy
- Meythet
- Nonglard
- Poisy
- Sallenôves
- Sillingy
- La Balme-de-Sillingy